# Варваровка (Чистоозерний район)
Варваровка (рос. Варваровка) — село у Чистоозерному районі Новосибірської області Російської Федерації.
Входить до складу муніципального утворення Варваровська сільрада. Населення становить 496 осіб (2017).

## Історія
Згідно із законом від 2 червня 2004 року органом місцевого самоврядування є Варваровська сільрада.

## Населення
| 2002 | 2007 | 2010 | 2012 | 2013 | 2014 | 2015 |
| ---- | ---- | ---- | ---- | ---- | ---- | ---- |
| 644  | ↘626 | ↘534 | ↘525 | ↘515 | ↘509 | ↘507 |
| 2016 | 2017 |      |      |      |      |      |
| ↘490 | ↗496 |      |      |      |      |      |